# Aleksiej Ugarow
Aleksiej Michajłowicz Ugarow, ros. Алексей Михайлович Угаров, błr. Аляксей Міхайлавіч Угараў – Alaksiej Michajławicz Uharau (ur. 2 stycznia 1985 w Niżniekamsku) – rosyjski hokeista z obywatelstwem białoruskim. Reprezentant Białorusi. Trener.

## Kariera zawodnicza
- Nieftiechimik 2 Niżniekamsk (2002-2003)
- Junost' Mińsk (2003-2005)
  -  Junior Mińsk (2003-2005)
  -  Junost' 2 Mińsk (2003/2004)
- Nieftiechimik Niżniekamsk (2005-2008)
- HK MWD Bałaszycha (2008-2010)
- Dinamo Moskwa (2010-2011)
- Torpedo Niżny Nowogród (2011-2013)
- Admirał Władywostok (2013-2016)
- Amur Chabarowsk (2016)
- Siewierstal Czerepowiec (2016-2018)

Wychowanek Nieftiechimika Niżniekamsk. Od maja 2011 zawodnik Torpedo Niżny Nowogród. Od czerwca 2013 zawodnik Admirała Władywostok, gdzie trafił w wyniku wyboru zawodników z innych drużyn KHL. Od maja do początku października 2016 zawodnik Amuru Chabarowsk. Od listopada 2016 zawodnik Siewierstali Czerepowiec.
Wielokrotny reprezentant Białorusi. Uczestniczył turniejach mistrzostw świata w 2005, 2006, 2007, 2008, 2009, 2010, 2011, 2012, 2013, 2014 oraz zimowych igrzysk olimpijskich 2010.

## Kariera trenerskqa
W połowie 2022 został asystentem w sztabie klubu Fieniks Kazań.

## Sukcesy
Klubowe
- Złoty medal mistrzostw Białorusi: 2004, 2005 z Junostią Mińsk
- Puchar Białorusi: 2004 z Junostią Mińsk
- Srebrny medal mistrzostw Rosji / KHL: 2010 z MWD Bałaszycha

Indywidualne
- KHL (2009/2010): pierwsze miejsce w klasyfikacji strzelców w fazie play-off: 9 goli